# Asedio de Nueva Esperanza
El asedio de Nueva Esperanza describe las dos intervenciones que la Policía Nacional del Perú tuvo que realizar en 2009 para poder pacificar algunas áreas de la provincia de Alto Amazonas (Loreto) ante la aparición de actos de violencia y asesinatos sistemáticos cometidos por una secta religiosa que mezclaba conceptos del adventismo y el satanismo.
El 6 de junio de 2009 se hizo publicó por pobladores de la localidad Nueva Esperanza, que en la localidad y otras aledañas había aparecido una secta religiosa que se caracterizaba por cometer actos violentos y autoproclamarse enviados de Dios, Pedro López Lancha y Segundo Cahuaza Pizango fueron los principales líderes de la organización fundamentalistas y los acusados de liderar masacres contra sus opositores.
Los actos criminales cometidos por la secta, iban desde incendiar a personas justificando dicho accionar al afirmar que los incendiados eran "pecadores", así como enterrar restos óseos por las localidades bajo su poder, esas localidades eran Manguay, Santa Lucía y Munichis, teniendo a Nueva Esperanza como su base de operaciones. En julio de 2009 la Policía Nacional del Perú (PNP) intervino en la localidad de Nueva Esperanza, enfrentándose en combate con los sectarios, la población tuvo que esconderse y evitar ser víctima del fuego cruzado. La PNP denominó a esta operación como la «Operación Satánico 2009».
En agosto de 2010, a pesar de las acusaciones de asesinatos en masa, varios altos jerarcas fueron liberados, las autoridades de Nueva Esperanza que recién pudieron ejercer control efectivo sobre su localidad luego de la caída de la secta, comunicaron que comenzaron a recibir amenaza de miembros de la secta excarcelados.

## Contexto
La secta no tenía un nombre en específico, ni tampoco una fecha de origen establecido, solo fue tomado en importancia cuando las localidades a orillas del río Paranapura de la provincia de Alto Amazonas, departamento de Loreto, informaron que grupos de sujetos desconocidos para los vecinos iniciaron patrullajes todas las noches por las calles de los poblados, especialmente Nueva Esperanza. El líder de la secta era Pedro Antonio López Lancha (56), quien creó una visión más radical del adventismo, y lo mezcló con pensamiento satanista, por este suceso la Iglesia adventista lo expulsó de la congregación afirmando que López Lancha deformaba el mensaje adventista de la no violencia.
El primer incidente ocurrió cuando pobladores de Manguay denunciaron en Yurimaguas que pobladores de su localidad fueron secuestrados por pobladores de Nueva Esperanza, además de eso, la población de las comunidades cercanas evitaban cruzar por Nueva Esperanza por el temor de ser capturados por la extraña secta que amenazaba expandirse.
Pobladores de siete comunidades acudieron angustiados a Yurimaguas pidiendo que intervengan la localidad de Nueva Esperanza, ya que los cuerpos de agua, que los moradores utilizaban para transportarse, tenían un paso obligatorio por Nueva Esperanza, en donde los sectarios obtuvieron armas de guerra y amedrentaban a los pobladores que pasaban por el puerto de su pueblo.
En la segunda intervención que acabó con el asedio, se descubrieron textos escritos por miembros de la secta, donde resaltaba el siguiente enunciado:

Todo niño o adulto que desobedece los mandamientos, será expulsado, azotado o quemado.

### Primera intervención, 5 de junio
El primer crimen relevante de la secta fue el rapto del teniente alcalde Rojas Cortegana y su esposa; Rojas y su mujer lograron escapar y hacer aviso a las autoridades el 5 de junio de 2009. Ese mismo día un contingente local de la Policía Nacional del Perú fue guiado por el morador Benjamín Acosta Magipo (18) originario de Munichis, la PNP en su revisión de las viviendas encontraron a un hombre y una niña incendiándose aparentemente a lo bonzo, la policía intento socorrerlos pero sin éxito. Las víctimas fueron Lander Laulate Cahuaza y su hija de nueve años, para la policía el incendio fue provocado, ya que los sectarios estaban realizando cánticos enfrente del sufrimiento de los incendiados. Por tal la PNP detuvo a Pedro López Lancha, pastor de la organización, Ernesto Laulate Cahuaza, Liceth Saboya Canaquiri y Edita Altamirano Acuña.
El grupo sectario se justificó afirmando que los asesinados se habían revelado contra su "dios". La PNP descubrió que no era la primera vez que la secta hacía rituales de asesinatos mediante incendio, ya que se descubrió los restos de Rolin Rodríguez Pizango, Roger Pilco Flores, Linger Sotelo Carballo, Benjamin Acosta Majipo y otras seis personas que se encontraban regados en algunas viviendas de la secta y los campos de toda Nueva Esperanza, Manguay, Santa Lucía y Munichis, ellos habrían sido prendido fuego por negarse a obedecer a los jerarcas de la secta.
Los restos fueron trasladados a la ciudad de Yurimaguas, junto a los detenidos. La primera intervención ocurrió con relativa calma. Horas posteriores a la PNP le fue comunicada que tras su retirada, Acosta Magipo fue capturado, torturado y asesinado por la secta, el pequeño grupo policial que se quedó en Nueva Esperanza no pudo defender a Magipo porque los disparos provenían de chozas con niños adentro.

### Segunda intervención, 24-25 de julio
Luego de la intervención del 5 de junio, las denuncias de torturas, desapariciones y asesinatos selectivos se incrementó en Nueva Esperanza y otras localidades de Alto Amazonas. La Policía Nacional del Perú decidió realizar una nueva intervención pero ya de carácter confrontacional, se armó un escuadrón de 70 efectivos, armados por miembros de SEINCRI y USE venidos de Tarapoto y liderados por el comandante Walter Cáceres Gutiérrez, jefe de la División Policial de Alto Amazonas. La operación fue denominada como "Satánico 2009". Al equipo lo acompañó el fiscal Juan Evaristo Puño.
La salida inició en Yurimaguas en horas de la tarde del 24 de julio, y pusieron su base de campaña en Manguay, saliendo de allí en la madrugada del 25 de julio y llegando a Nueva Esperanza a las 9:40 de la mañana del mismo día. La guardia de la secta ser percató de la llegada de los oficiales e iniciaron disparos contra ellos, aunque algo complicado, la PNP pudo desembarcar e inició un enfrentamiento entre ambas facciones.
El mayor PNP David Rojas Ventura se aventuró en las viviendas principales donde capturó a varios miembros de la secta con sus familias. En el lugar fue capturado Segundo Cahuasa Pizango, quien intentó disparar a las fuerzas policiales, el enfrentamiento en general terminó con la victoria de la Policía Nacional del Perú y sin ningún herido de su lado. Esta vez se capturó a todos los miembros de la secta, incluyendo los trece hijos en total de los miembros, que fueron puestos bajo custodia en un albergue público.
Luego del enfrentamiento, se incautó dos escopetas calibre 16, sin marca, 05 cartuchos calibre 26 mm, (3 percutadas), armas blancas, artesanales y objetos religiosos. También se llegó a encontrar un cuaderno donde los líderes de la secta anotaron a todos los ejecutados. Nueva Esperanza quedó como un pueblo fantasma durante un tiempo por el temor a que el conflicto se reinicie.
La Policía Nacional del Perú con la información recaudada inició la exhumación de fosas comunes que se encontraban escondidas en lugares estratégicos, donde los sectarios ponían los cuerpos de los que se negaban a obedecerlos. La PNP también constató que los niños fueron obligados a participar en las masacres.
En la segunda intervención se registró que en total habría 15 personas secuestradas.